# Leucauge arbitrariana
Leucauge arbitrariana là một loài nhện trong họ Tetragnathidae.
Loài này thuộc chi Leucauge. Leucauge arbitrariana được Embrik Strand miêu tả năm 1913.